# پلون
شهر پلون (به آلمانی: Plön) در ایالت اشلسویگ-هل‌اشتاین در کشور آلمان واقع شده‌است.